# Nicrophorus ussuriensis
Nicrophorus ussuriensis là một loài bọ cánh cứng được miêu tả bởi Portevin năm 1923.